# Proxemia
La proxemia o proxémica es una disciplina  o rama de la semiótica dedicada al estudio de la organización del espacio en la comunicación humana. Más concretamente, la proxémica estudia las maneras que siguen las personas a la hora de estructurar y utilizar el espacio. Es decir, se dedica a estudiar las relaciones de proximidad y alejamiento entre las personas y objetos durante la interacción, así como las posturas y la presencia o ausencia de contacto físico.  De esta manera, también estudia el significado de estos comportamientos. En otras palabras, tiene que ver con la manera en que el ser humano emplea y  percibe su espacio físico, su intimidad personal, y cómo y con quién lo utiliza.
Además, la proxémica está relacionada con las culturas y la territorialidad, es decir, la estructuración de los espacios y de la distinta percepción de ellos como el análisis de la influencia en el comportamiento comunicativo. 
El antropólogo Edward T. Hall es quien acuñó el término proxémica, ideando un sistema de notación para transcribir el comportamiento proxémico. La define como el estudio de la forma en que un hombre, de manera inconsciente, estructura su microespacio, la distancia interpersonal en las interacciones diarias, la organización del espacio sus casas y el diseño de sus ciudades
En resumen, la proxémica  estudia la manera en que las personas estructuran, utilizan y perciben el espacio en el proceso de interacción diaria, es decir, la proximidad y el alejamiento interpersonal, sus posturas, gestos y la presencia o ausencia del contacto físico.

## Elementos de la proxémica
Edward T. Hall distingue tres elementos proxémicos, mediante los cuales las personas estructuran sus espacios: elementos fijos, elementos semifijos y elementos dinámicos. Estos elementos, por lo tanto, estarán relacionados con las culturas y normas sociales.
- Los elementos fijos se refieren a las configuraciones internas (culturalmente específicas) y las externas (arreglo del entorno). La percepción de dichas configuraciones cambia tanto con el tiempo y el espacio, como con la cultura y la situación. En ese sentido, es importante destacar que el diseño del espacio nos permite entender la organización y el funcionamiento de una cultura determinada.
- Los elementos semifijos permiten a las personas influir en la interacción con otros con la ayuda del entorno. Osmond aportó los términos sociopetal y sociofugal para caracterizar dos disposiciones opuestas del espacio. El espacio sociofugal tiende a mantener aisladas a las personas y produce soledad, como, por ejemplo, hospitales o bibliotecas. El espacio sociopetal favorece la interacción. La percepción de ambos espacios dependerá de cada cultura.
- Los elementos dinámicos hacen referencia a la manera en la que las personas utilizan activamente los elementos fijos y semifijos, es decir, cómo influye una persona en la comunicación con los demás al variar los elementos espaciales en una situación.

Alrededor de los  años cincuenta del siglo XX, estudiosos de las ciencias sociales, entre ellos el antropólogo Edward T. Hall, aplicaron el modelo que etólogos como Thomas Henry Huxley o Konrad Lorenz habían propuesto para el mundo animal al estudio de la comunicación en los seres humanos.

## Marco teórico
La proxémica está relacionada con la etnometodología, disciplina de la sociología interpretativa americana iniciada por el sociólogo Harold Garfinkel en los años 50. La etnometodología analiza aquellos métodos con los que los miembros de una comunidad sociocultural organizan y manejan sus actividades cotidianas y dan sentido a las situaciones. Esta “realidad social se construye, se negocia, se mantiene o se cambia; no se descubre, sino que se interpreta” (Attewell, 1974). Se trata de la disciplina que más ha avanzado en el estudio de la estructura de las interacciones, a partir de la cual se deriva el análisis de las conversaciones.
Además, la proxémica se encuentra dentro de la comunicación no verbal, junto con el paralenguaje, la kinésica y la cronémica. La comunicación no verbal se trata de todo aquello que transmitimos a otra persona y que no sea por medio de las palabras, es decir, mediante elementos como los gestos o la mirada. La comunicación no verbal es multicanal, inconsciente, convencional, casi nunca es aislada y está sujeta a las diferencias culturales. Según el Centro Virtual Cervantes, la comunicación no verbal abarca todos “los signos y sistemas de signos no lingüísticos que comunican o se utilizan para comunicar”.
La proxémica fue creada en 1968 por el antropólogo estadounidense Edward Hall y examina la manera en que las personas ocupamos el espacio y la distancia que guardamos entre nosotros al comunicarnos. Esta puede variar según nuestro interlocutor sea una audiencia, un conocido, un amigo o una persona especialmente querida que, como cabe suponer, es la más cercana. El grado de comodidad durante la conversación también es determinante como, por ejemplo, en el caso de violencia, la única manera de moderar este sentimiento sería retroceder.
El origen de la proxémica está relacionado con la etología y la importancia de la distribución espacial en las interacciones entre animales. En los años sesenta del siglo XX, un grupo de especialistas en ciencias sociales, entre ellos, Edward Hall, aplicaron el modelo que etólogos como Huxley o Lorentz habían diseñado para el mundo animal al estudio de la comunicación en las sociedades humanas. Hall identificó varios tipos de espacios creados por los participantes de una interacción y, que varía en función del tipo de encuentro, la relación entre los interlocutores, sus personalidades y otros factores.

## Territorialidad
El concepto de territorio o territorialidad se ha usado durante muchos años en el estudio del comportamiento animal y es entendido como la conducta cuya característica es un tipo de identificación con un área determinada que indique la propiedad y la defensa de este territorio ante quienes pueden “invadirlo” (Knapp, 1982). Los seres humanos actuamos de la misma manera, marcando y defendiendo el territorio personal mediante signos espaciales, visuales, olfativos y táctiles.
Por lo tanto, la territorialidad la podemos encontrar en el comportamiento humano, de tal manera que, mediante el uso del espacio, los seres humanos regulan la interacción social con las personas y controlan la intensidad. Sin embargo, este uso del espacio puede dar lugar a conflictos sociales cuando el territorio se ve invadido.
Calsamiglia y Tusón definen la territorialidad directamente relacionado con el comportamiento humano, es decir, el espacio tanto material como psicológico y simbólico por el cual nos movemos los seres humanos y lo definen en un sentido etológico como un “conjunto de conductas que adquieren un valor simbólico en la vida social, según estén situadas en un espacio público o privado”.
El uso y la percepción del espacio nos proporciona información sobre una persona determinada; mediante la conducta revelamos información sobre nosotros mismos y sobre nuestra personalidad, así como sobre el funcionamiento de la cultura de donde provenimos. 

## Los espacios y las distancias
La interacción social integra el comportamiento espacial. Sin embargo, existe diferentes tipos de espacio. El espacio físico que cedemos a una persona depende de varios factores: la situación en la que nos encontremos, la persona en cuestión, así como el lugar en el comportamiento espacial.
Si alguien traspasa el espacio físico, conversacional, establecemos mecanismos para restablecerlo, es decir, se realizan ciertos movimientos durante una conversación con el fin de encontrar con una distancia cómoda.
Por otro lado, el espacio que nos rodea se conoce como espacio personal o informal y acompaña a todos los individuos. El territorio que lo delimita, su expansión o contratación, depende de diversas situaciones.
Hall identifica sus cuatro radios de acción (o zonas):
- Espacio público: es en el que no hay ninguna función definida de los integrantes, son espacios sociales como los aeropuertos.
- Espacio habitual: también adopta un carácter más público de acceso libre, no hay papeles marcados (bar, disco, conciertos, etc.)
- Espacio de interacción: hay un papel marcado una cosa clara que se tiene que hacer (hospital, clase...)
- Espacio corporal: actividades de carácter íntimo, solo franqueable por individuos con muchísima confianza

Por otro lado, Hall notaba que la distancia social entre la gente, está generalmente correlacionada con la distancia física y describía cuatro diferentes tipos de distancia. Estas distancias serían subcategorías del espacio personal o informal.
- Distancia íntima (corporal): es la distancia que se da entre 15 y 45 centímetros.  Es la más guardada por cada persona. Es el territorio que el individuo delimita como inexpugnable, al cual solo tienen acceso algunas personas “muy privilegiadas” y que no es traspasable por nadie más (Infante, 2005). Dicho de otra manera, es el espacio más próximo a nuestros cuerpos que se extiende hasta medio metro y, además, es a través del cual mostramos un comportamiento más vulnerable.[4][1]
  - Fase próxima: hace referencia a los actos amorosos, de lucha, de consuelo y los de protección o afecto. El contacto físico se refleja en gran medida en la conciencia de ambas personas.
  - Fase remota (de 15 a 56 cm): el contacto físico no se refleja tan fácilmente con en el caso anterior, aunque las manos puedan alcanzar y coger las extremidades de otra persona.
- Distancia causal-personal: se da entre 50cm y 1.20m. es la distancia en el que únicamente dejamos entrar a las personas más cercanas, como amigos conocidos o a personas como, por ejemplo, compañeros de trabajo o estudio. Es decir, con las personas que tenemos afinidad y con las cuales compartimos experiencias privadas que no sean íntimas. Estas distancias se dan en la oficina, reuniones, asambleas, fiestas, conversaciones amistosas o de trabajo. Si estiramos el brazo, llegamos a tocar la persona con la que estamos manteniendo la conversación. Para Heidegger la distancia personal es aquella que normalmente separa entre sí a los miembros de una misma especie no gregaria.[4][1]
  - Fase próxima (de 50 a 70 cm): a esta distancia se puede sujetar o asir a la otra persona.
  - Fase remota (de 70 a 120 cm): a esta distancia se mantiene a otro al alcance de la mano con el brazo extendido. Constituye el límite de la denominación física en sentido estricto y material.
- Distancia social: se da entre 1.20m y 3m. Es la distancia que nos separa de los extraños. Se utiliza con las personas con quienes no tenemos ninguna relación amistosa, la gente que no se conoce bien. Es el territorio reservado para las interacciones sociales que nos permite establecer una relación más o menos profunda con una persona. Según Infante, es el espacio que nos otorga una cierta seguridad y capacidad de maniobra.[4][1]
  - Fase próxima (de 120 a 210 cm): esta es la distancia en que se tratan los asuntos y negocios de tipo impersonal, con un grado de mayor implicación mutua.
  - Fase remota (de 210 a 360 cm): los asuntos que se tratan en esta distancia tienen un carácter más formal, con un menor grado de implicación mutua.
- Distancia pública: se da entre 3m a 360m  y no tiene límite. Es la distancia idónea para dirigirse a un grupo de personas. El territorio de los cuatro metros hasta el límite de lo visible o audible es, según Infante, donde establecemos un mayor número de contactos de tipo sobre todo superficial. Es espacio público es cambiante y la percepción de los territorios íntimo, personal y social varía dependiendo de la situación. El tono de voz es alto y esta distancia es la que se utiliza en las conferencias, coloquios o charlas.[4][1]
  - Fase próxima (de 370 a 760 cm): a esta distancia se produce una selección de las palabras y una estructuración cuidada de las frases, produciéndose modificaciones de carácter gramatical o sintáctico.
  - Fase remota (más de 760 cm): a esta distancia la voz y todo lo demás se da de una manera más exagerada o amplificada. Gran parte de la comunicación no verbal depende de los gestos y de la posición del cuerpo.

https://www.youtube.com/watch?v=WoufcAoIFJ8
Todo lo que a continuación se detalla está cargado de interpretaciones subjetivas y prejuicios sobre las culturas a las que se refiere.

## Proxémica entre la cultura norteamericana y la cultura alemana, inglesa y francesa
Estas culturas comparten ciertos puntos en común entre ellas, pero esto no evita que se den desentendidos a pesar de que ambas culturas sepan cómo interpretarse la una a la otra, por lo que a veces sus diferentes gestos al actuar con respecto al espacio son diferentes.
Teniendo en cuenta a los alemanes, podemos decir que, en relación con los norteamericanos, tienen distintas formas de ver, tanto los horarios como el espacio que se tiene dentro de una oficina. Los norteamericanos son muy estrictos con el manejo de los horarios, mientras que los alemanes tienen un control mejor de los mismos. Para ellos es importante, ya que pueden realizar una mayor cantidad de trabajo sin sentir una falta de tiempo para realizarlo.
Los conceptos de proxémica dentro de una casa u oficina son muy distintos a los norteamericanos, ya que para los alemanes significa una invasión a su espacio personal, si se les observa desde fuera hacia dentro del lugar donde se encuentran.
Por otra parte, los ingleses y los norteamericanos, a pesar de hablar la misma lengua, la forma en el manejo de su proxémica es muy diferente debido a que, en EE. UU. se utiliza el espacio para clasificar a la gente mientras que en Inglaterra el sistema social determina quien es una persona.
Hablando del espacio temporal, los miembros de la familia norteamericana disponen cada uno de un propio cuarto. Sin embargo, dentro de la familia inglesa, solo los hermanos mayores disponen de una habitación propia. Para los ingleses, el teléfono es una herramienta demasiada intrusiva porque sienten que la persona que llama no respeta el tiempo que ellos utilizan para estar en sus propios pensamientos y lo consideran poco cortés y elegante.
Los franceses son personas más sensoriales cuando buscan el contacto con otras personas a diferencia de los norteamericanos que son más distantes. En la oficina, los estadounidenses buscan tener su espacio privado, mientras que el espacio de los franceses es abierto.

## La proxémica y su representación en Japón y en la cultura árabe
Hablando de Japón, la proxémica de su cultura comienza desde el lugar donde viven. Las paredes de las casas japonesas tienen son móviles, es decir, se pueden adaptar los espacios. El lugar donde duermen se puede transformar fácilmente en el lugar donde desayunan o en un salón de entretenimiento.
Para los árabes, el concepto de ego es muy distinto al de los estadounidenses, ya que, para ellos, éste se encuentra en todo el cuerpo. Por eso, en las dos culturas hay bastantes fricciones en cuanto a sus proxémicas.

## La proxémica en las culturas latinas y las culturas nórdicas
En las culturas latinas, por ejemplo, esas distancias relativas son más pequeñas, y la gente tiende a estar más cómoda cerca de los demás. En las culturas nórdicas es lo contrario. Darse cuenta y reconocer estas diferencias culturales mejoran el entendimiento intercultural y ayudan a eliminar la incomodidad que la gente pueda sentir si la distancia interpersonal es muy grande o muy pequeña dependiendo de la cultura con la que trate. Adicionalmente, las distancias personales también dependen de la situación social, el sexo y la preferencia individual.